# Ahmed Bargach
Pour les articles homonymes, voir Bargach.
Ahmed Bargach, né en 1905 à Rabat et mort en 1994[réf. nécessaire], est un homme politique marocain. 

## Biographie

### Famille
Ahmed Bargach est le fils du pacha de Rabat.

### Carrière politique
Ahmed Bargach est nommé pacha d'Azemmour en 1930.
En 1939, il est délégué du grand vizir à l'enseignement et nommé par Mohammed V. Les autorités françaises annulent sa nomination en 1944 et il est placé en détention à domicile pour deux ans. 
Rappelé en 1950, il est ministre des Habous, poste dont il démissionne en 1951 lors de l'exil de la famille royale. À l'indépendance du Maroc, Mohammed V le nomme gouverneur de Casablanca jusqu'au 19 août 1960. Le 5 janvier 1963, il est ministre des Habous et chargé des Affaires islamiques dans le Conseil Hassan II 3. Il est reconduit au même poste dans les gouvernements Ahmed Bahnini, Hassan II 4, Benhima/Laraki, Lamrani I et Lamrani II entre 1963 et 1972.
Nationaliste ardent, il a passé sa vie à défendre la cause marocaine.